# Dominikia trimorpha
Dominikia trimorpha är en skalbaggsart som först beskrevs av Pierre Lesne 1899.  Dominikia trimorpha ingår i släktet Dominikia och familjen kapuschongbaggar. Inga underarter finns listade i Catalogue of Life.

## Bildgalleri

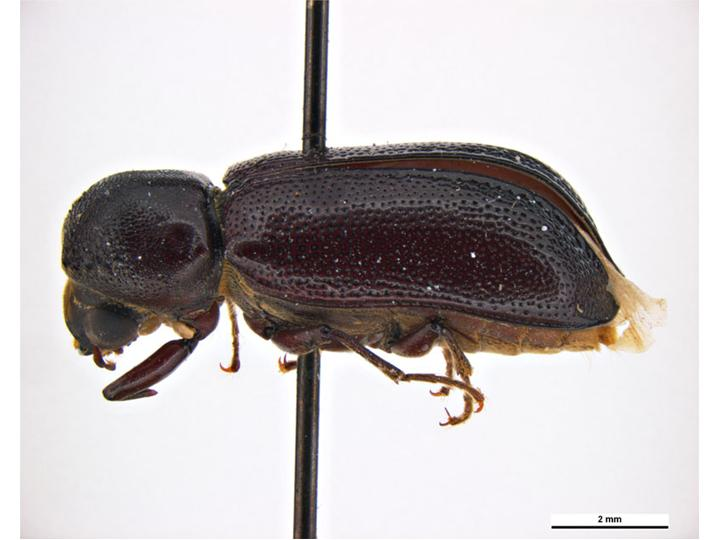